# Commune multipolarisée
 (mars 2022).
Une commune est dite multipolarisée lorsqu'une proportion importante de sa population active est attirée par plusieurs bassins d'emploi.
En France, l'Insee définit une commune comme multipolarisée si 40 % au moins de la population active résidant dans la commune travaille dans plusieurs aires urbaines sans qu'aucune de ces aires urbaines n'attire plus de 40 % des emplois de cette commune (dans ce cas elle ferait partie de l'aire urbaine).
Les communes multipolarisées peuvent être aussi bien des communes urbaines que des communes rurales.
Exemple de commune multipolarisée : Vonnas, dans le département de l'Ain, en région Auvergne-Rhône-Alpes, est polarisée à la fois par Bourg-en-Bresse, Lyon et Mâcon.

## Fondement et histoire
Dans cette section, les codes INSEE sont notés avec la notation: 1o, 2o, 3o et 4o .
La notion de commune multipolarisée n'existe pas avant 1996: Après la seconde guerre mondiale, l'INSEE différencie le rural de la ville agglomérée. À cette différence sont ajoutées en 1962 les zones de peuplement industriel et urbain (ZPIU), créant une tri-partition à deux niveaux. Les ZPIU représentaient un tiers du territoire en 1975 mais trois-quarts en 1990.
En 1996, quatre catégories sont créées: 1o les pôles urbains, 2o les couronnes périurbaines, 3o les communes multipolarisées et 4o le rural, sur la base des emplois et des déplacements domicile-travail. Il permis de définir les intercommunalités de 2015.
En 2011, ce zonage a été redéfini autour d'unités urbaines de 1500 emplois dites pôles:  1o l’espace des grandes aires urbaines, 2o l’espace des autres aires, 3o les autres communes multipolarisées, 4o les communes isolées hors influence des pôle.
En 2020, pour se rapprocher de définition européenne et inetrnationale des cities et « aires urbaines fonctionnelles » utilisées par Eurostat et l’OCDE, l’INSEE introduit les aires d’attraction des villes en conservant les unités urbaines et en introduisant encore d’autres référentiels statistiques.

## Définition de 2020
En 2020, l'aire d’attraction d’une ville (AAV) est définie comme un pôle et d’une couronne, à partir de critères portant sur le pôle et sur la couronne: le pôle, est défini à partir de critères de densité, d’emplois et de population totale; la couronne est composée des communes dont au moins 15 % des actifs travaillent dans le pôle.
À l'intérieur du pôle, la commune la plus peuplée est nommée « commune-centre ». Cela facilité les comparaisons internationales et intègre l’influence exercée en France par des grandes villes étrangères comme Bâle, Charleroi, Genève, Lausanne, Luxembourg, Monaco et Sarrebruck.
En 2017 La France compte 699 AAV où résident plus de 93 % de la population: 51 % dans les pôles et 43 % dans les couronnes.

## Localisation
En 2022, la Moselle, le Bas-Rhin, le Haut-Rhin et le territoire de Belfort ont plus de 37% de leur territoire géré par des communes multipolarisées quand l'Eure et la Meurthe-et-Moselle sont à 33%.
A l'inverse il n'y a aucune commune multipolarisée dans certains départements de montagne comme la Cantal ou la Lozère ou dans  certains départements ruraux comme l'Allier ou la Dordogne ou dans certains départements méditerranéens comme en Corse. Il n'y a aucune commune multipolarisée dans certaines départements très densément peuplés ou parisiens comme les Yvelines, l'Essonne ou le Val-d'Oise d'une part ou Paris, les Hauts-de-Seine, la Seine-Saint-Denis ou le Val-de-Marne d'autre part. Il n'y a aucune commune multipolarisée en Haute-Garonne, à moitié rurale et à moitié urbaine.